# Asger Jorn
Asger Oluf Jorn (n. 3 martie 1914, Vejrum Parish⁠(d), Regiunea Midtjylland, Danemarca – d. 1 mai 1973, Aarhus, Danemarca) a fost un pictor, sculptor, artist ceramic și autor de origine daneză.
Cea mai mare colecție a lui Asger Jorn poate fi văzută la Muzeul Jorn, Silkeborg, Danemarca.